# Challenge Cup féminine 2010-2011
Navigation
Édition précédente Édition suivante
La Challenge Cup féminine 2010-2011 est la 31e édition de la Challenge Cup féminine.

## Participants
Le nombre de participants est basé sur le classement des pays:
| Pos. | Pays               | Nombre d'équipes | Équipes 1                                       |                                                 |
| ---- | ------------------ | ---------------- | ----------------------------------------------- | ----------------------------------------------- |
| 2    | Russie             | 1                | Omitchka Omsk                                   | Omitchka Omsk                                   |
| 3    | Espagne            | 1                | Oxidoc Palma de Majorque                        | Oxidoc Palma de Majorque                        |
| 5    | France             | 1                | Évreux Volley-ball                              |                                                 |
| 7    | Pays-Bas           | 2                | TVC Amstelveen Sliedrecht Sport                 |                                                 |
| 8    | Suisse             | 2                | VC Kanti Schaffhouse Smaesch Pfeffingen         |                                                 |
| 9    | Serbie             | 1                | Dinamo Azotara Pančevo                          |                                                 |
| 10   | Croatie            | 1                | ŽOK Rijeka                                      |                                                 |
| 11   | Roumanie           | 1                | SCMU Craiova                                    |                                                 |
| 12   | Autriche           | 2                | Sparkasse Hartberg Sparkasse Klagenfurt         |                                                 |
| 13   | Grèce              | 2                | Iraklis Thessaloniki A.O. Markopoulo Revoil     | Iraklis Thessaloniki A.O. Markopoulo Revoil     |
| 14   | Allemagne          | 2                | Schweriner SC 1. VC Wiesbaden                   | Schweriner SC 1. VC Wiesbaden                   |
| 15   | Ukraine            | 1                | Khimik Odessa                                   |                                                 |
| 16   | Azerbaïdjan        | 3                | Azerrail Bakou Igtisadchi Bakou Lokomotiv Bakou | Azerrail Bakou Igtisadchi Bakou Lokomotiv Bakou |
| 17   | Belgique           | 2                | Dauphines Charleroi VDK Gent Dames              |                                                 |
| 18   | Biélorussie        | 1                | Kommunalnik Mogilev                             |                                                 |
| 19   | Portugal           | 1                | Clube Kairos Ponta Delgada                      |                                                 |
| 20   | Slovénie           | 1                | Nova Branik Maribor                             | Nova Branik Maribor                             |
| 21   | Chypre             | 2                | AEL Limassol Apollon Limassol                   | AEL Limassol Apollon Limassol                   |
| 22   | Slovaquie          | 2                | Doprastav Bratislava Slavia Bratislava          |                                                 |
| 27   | Bosnie-Herzégovine | 1                | Kula Gradačac                                   |                                                 |
| 31   | Bulgarie           | 2                | CSKA Sofia Maritza Plowdiw                      |                                                 |
| 32   | Suède              | 1                | Engelholms VS                                   |                                                 |
| 34   | Monténégro         | 1                | Galeb Bar                                       |                                                 |
| 37   | Malte              | 1                | Paola Hibs                                      |                                                 |
| 37   | Norvège            | 1                | UiS Stavanger                                   |                                                 |

## Premiers tours
37 équipes disputent la compétition en matchs aller-retour. Les vainqueurs se retrouvent alors au tour suivant. Les quatre clubs encore en liste à l'issue des quarts de finale se qualifient pour le final four.

## Demi-finales
| 16 mars 2011 | Igtisadchi Bakou | 0-3 (21-25 20-25 26-28) | Lokomotiv Bakou |

| 20 mars 2011 | Lokomotiv Bakou | 2-3 (25-23 20-25 22-25 25-14 8-15) set en or : 15-13 | Igtisadchi Bakou |

| 15 mars 2011 | Azerrail Bakou | 3-2 (25-22 22-25 25-21 29-31 15-13) | Ouralotchka-Ntmk Iekaterinbourg |

| 19 mars 2011 | Ouralotchka-Ntmk Iekaterinbourg | 1-3 (15-25 21-25 25-23 19-25) | Azerrail Bakou |

## Finale
| 29 mars 2011 | Lokomotiv Bakou | 1-3 (25-23 20-25 16-25 22-25) | Azerrail Bakou |

| 2 avril 2011 | Azerrail Bakou | 3-1 (30-28 22-25 25-13 25-17) | Lokomotiv Bakou |